# أفلاطونية
الأفلاطونية مصطلح جامع يدل على فلسفة أفلاطون، أو أي من المناهج الفلسفية الأخرى التي ترتبط ارتباطا وثيقا بفلسفة أفلاطون. أو بمعنى آخر، هي المنهج الذي يشير إلى نظرية الواقعية الأفلاطونية التي تعتبر أن النفس أو الروح البشرية كانت تعيش في عالم مثالي وهو العالم الأبدي، ذلك العالم الذي يحتوي على النماذج الكاملة من كل شيء في الوجود، وبالتالي تكون الروح أسبق من الجسد عند أفلاطون.
إن مفهوم الأفلاطونية الرئيسي هو الفرق بين الواقع الملحوظ غير المفهوم وهو الواقع الذي نعيشه، والواقع المفهوم غير الملحوظ وهو العالم المثالي الذي نزلت منه النفس، ولهذا نجد نظرية أفلاطون في النماذج والأفكار هامة في هذا الموقف إذ أنها تشير إلى أن الأفكار المادية غير المحسوسة والتي نعرفها جميعاً عن طريق الحدس والإحساس تتمتع بأكبر قدر من اليقينية.
وهكذا يرى أفلاطون أن أي إنسان يستطيع أن يتذكر حياته في العالم الأبدي المثالي عن طريق ما يسميه بالتقمص كخطوة أولى. فالإنسان يدرك عن طريق التأمل والتفكير والإحساس والتفاعل الفكري الذي يمارسه كل عقل خلال إدراكه للأشياء في العالم المادي وتنتهي بنوع من الاستذكار للعالم الأبدي الذي وصفه أفلاطون بأنه رؤيا من العالم الآخر.

## الفلسفة الأفلاطونية
تعتمد الفلسفة الأفلاطونية بشكلٍ أساسي على نظرية المُثُل Theory of Forms، ويعود أصل فكرة المثل عند أفلاطون إلى عملية التمييز بين الحقيقة والمظاهر، وقد بدأ الجدال في هذا الموضوع في البداية على يد فلاسفة إغريق مثل بارماندس ثم فيثاغورس، ولاحقاً أفلاطون الذي كان يعتقد أنَّ العالم الذي نلمسه ونختبره من خلال الحواس هو عالم غير حقيقي بل هو عالم مشابه أو مستنستخ من العالم الحقيقي بصورة غير كاملة.
بحسب الفلسفة الأفلاطونية فالكائن الحقيقي الواحد مبني على تعدد الأشكال التي تكوِّن كائنات معينة ذات معنى أخلاقي ومسؤول عن نُسخ غير كاملة، وبالتالي فإنَّ كلَّ الأشياء التي تساهم في الوجود والتغيير الدائم هي في الأساس محرومة من الوجود الحقيقي ، عادةً ما يتم تعريف تعدد الأشكال من خلال عدد المفاهيم التي يمكن استخلاصها من كائنات معينة بحدِّ ذاتها، وفي المحاورة التالية من كتاب الجمهورية لأفلاطون توضيحٌ لهذه النظريَّة الفلسفية:
«الأمر نفسه ينطبق على العديد من الصفات مثل العادل والظالم، الصالح والسيئ، وجميع الأشكال والمُثل الأخرى، في الحقيقة هذه المُثل هي لنفس الشخص، ولكنَّنا نعبِّر عن الأشخاص بطريقة مختلفة في كل مكان أو موقف معين ولذلك يبدو أنَّ هذه المثل تعود لعديدين مع أنَّها لشخصٍ واحد»
«هذا صحيح»
«لذا فإنَّني أميز بين فئتين: الفئة الأولى أولئك الذين يطلق عليهم محبوا الحرف اليدوية ومحبوا السياحة والأشخاص العملييون، والفئة الثانية أولئك الذين نناقشهم الآن والذين يمكن للمرء أن يطلق عليهم وحدهم لقب الفلاسفة»
«ماذا تقصد بذلك»
«الفئة الأولى هم عشاق الأصوات الجميلة والألوان والأشكال وكل شيء مادي صنع منها، ولكن فكرهم غير قادر على رؤية جوهر الطبيعة واحتضان الطبيعة الجميلة نفسها»
«بالتأكيد»
«في الواقع هناك عددٌ قليل جداً من الناس الذين سيكونون قادرين على الوصول إلى الجمال الحقيقي نفسه ورؤيته بصورة مجردة، أليس كذلك؟»
«من المؤكد»
«ولكن ماذا عن الشخص الذي يؤمن بالأشياء الجميلة ويحبها، ولكنَّه لا يؤمن بالجمال نفسه ولا يستطيع اتباع أي شخص يمكن أن يقوده إلى معرفته؟، ألا تعتقد أنه يعيش في حلم وليس في يقظة؟»
«بالتأكيد أعتقد أنَّ الشخص الذي يفعل ذلك هو في حلم»
يُحدِّد أفلاطون في الجزء السادس من كتاب الجمهورية أعلى شكل من أشكال الخير وهو ذلك الناتج عن وجود معرفة بجميع الأشكال الأخرى، لأنَّ المفاهيم المستمدة من انطباعات المعاني لا يمكن أن تعطينا معرفة بالوجود الحقيقي بأيٍّ من الأشكال الأخرى، والطريقة المثالية للوصول للحقيقة هي عن طريق العقل المجرد وليس الحواس، لاحقاً حدَّد منظروا الأفلاطونية الحديثة ابتداءً من بلوتينوس مفهوم الخير الأعلى باسم «التسامي المطلق»، ويستند مفهوم الأخلاق الأفلاطوني على اعتبار المعرفة هي الفضيلة الأعلى، وفق هذا الإدراك فإنَّ للأجزاء الثلاثة للإنسان وهي العقل والروح والنفس جميعها نصيب واهتمام خاص، وهكذا سنحصل على الفضائل الثلاثة الحكمة والشجاعة والاعتدال، والرابطة التي توحد جميع الفضائل الأخرى هي فضيلة العدل التي يقتصر من خلالها كل جزء من أجزاء الإنسان على القيام بوظيفته المناسبة.
من هنا نلاحظ أنَّ للأفلاطونية تأثيرٌ عميقٌ على الفكر الغربي، وهي تفترض مثلها مثل الأرسطية كوناً أبدياً على عكس الفكر اليهودي حديث العهد، مع ذلك فهناك اختلافٌ جوهري بين الأرسطية والأفلاطونية فالأخيرة تعتبر الفكرة سابقة للمادة، ورغم ذلك كله فقد حازت العديد من المفاهيم الأفلاطونية على مكان دائم في العقيدة المسيحية.

## التاريخ

### أكاديمية أفلاطون
تمثل حوارات أفلاطون المصدر الأساسي للفلسفة الأفلاطونية، وقد استخدام أفلاطون في هذه الحوارات شخصية أستاذه سقراط لشرح بعض الأفكار ومناقشتها بالتفصيل مع العلم بأنَّ العديد من هذه الأفكار لا تتوافق مع فكر سقراط ومنهجه، ألقى أفلاطون محاضراته في ما بات يُعرف بالأكاديميَّة وهي عبارة عن مدرسة تحتوي على بستان يقع خارج أسوار أثينا، وقد استمرت هذه المدرسة هناك لفترة طويلة بعد وفاة أفلاطون، ويُقسم تاريخ أكاديمية أفلاطون لثلاثة مراحل: الأكاديمية القديمة والوسطى والجديدة.
كان سبيوسيبوس ابن أخ أفلاطون هو الشخصية الرئيسية في الأكاديمية القديمة حيث خلفه كرئيس للمدرسة حتى عام 339 قبل الميلاد، وكسينوكراتيس حتى عام 313 قبل الميلاد وقد سعى كلٌّ منهما للتوفيق بين نظريات وأفكار فيثاغورث وأفلاطون والدمج بينهما.
في عام 266 قبل الميلاد أصبح أركيسيلوس رئيساً للأكاديمية وأصبحت هذه الفترة تعرف بالأكاديمية الوسطى، وتميَّزت بالتأكيد على أهمية الشك وهاجمت الرواقيِّين الذين أكدوا على يقين الحقيقة، بدأت الأكاديمية الجديدة مع كارنيديس عام 155 قبل الميلاد وكان رابع رئيس على التوالي من أرسيليس، تميَّز بأنه متشكك إلى حد كبير وكان ينكر إمكانية معرفة الحقيقة المطلقة.

### الأفلاطونية الوسطى
برز فيلسوف جديد حوالي عام 90 قبل الميلاد يُدعى أنطاكيوس الأسكالوني والذي تميَّز برفضه للشكوك الأفلاطونية القديمة مما مهد الطريق لبدء الفترة المعروفة باسم الأفلاطونية الوسطى، حيث تم دمج الأفلاطونية مع بعض العقائد الباطبية والعديد من العقائد الرواقية، رغم ذلك لم تتجاوز الأفلاطونية الوسطى فلسفة أفلاطون الأساسية ونظرية المُثل التي صاغها، بل كانت في صميم الأفكار الجديدة التي تمَّ طرحها، مع ذلك فقد كان أبرز ما حدث في هذه الفترة هو دمج الفلسفة الأفلاطونية القديمة مع أفكار فيثاغورث والفلسفة اليهودية.

### الأفلاطونية الحديثة
في القرن الثالث الميلادي قام بلوتينوس بإعادة صياغة كاملة للفكر الأفلاطوني، واعتبر بذلك مؤسساً للأفلاطونية الجديدة، حيث قام بدمج الأفلاطونية الوسطى مع الفكر الصوفي ودعا إلى الخلاص الروحي والتُحرر عن طريق التأمل، ويمكن عن طريق التحرر الفكري الفلسفي والفكري رفع النفس فوق العالم المادي إلى حالة من النشوة لا يستطيع العقل وحده بلوغها، وتحقيق هذا الاتحاد مع الخير أو «الله» هو الوظيفة الحقيقية العليا للبشر.
لاحقاً طوَّر العديد من تلامذة بلوتينوس كبورفيري وبعده بايمبليكوس نظام فلسفي يعارض الفكر المسيحي، وتمت إعادة تأسيس الأكاديمية الأفلاطونية خلال هذه الفترة، وكان رئيسها الأكثر شهرة هو بروكلوس (توفي 485 ميلادي) وهو معلق مشهور على كتابات أفلاطون وحواراته، واستمرت أكاديمية أفلاطون حتى أغلقها الإمبراطور الروماني جستنيان عام 529.

### المسيحية والأفلاطونية
كان للفلسفة الأفلاطونية بعض التأثير على الثقافة المسيحية من خلال عدد من المفكرين والفلاسفة مثل كليمنت الإسكندراني وأوريجانوس، والآباء الكبادوكيون ، كما تأثر القديس أوغستين بشدة بالفكر الأفلاطوني الذي تعرَّف عليه بعمق من خلال الترجمات اللاتينية التي قام بها ماريوس فيكتورينو لأعمال بلوتينيوس، في العصور الوسطى أصبحت الفلسفة الأفلاطونية ثقافة رسمية وشائعة الانتشار في أوروبا، خصوصاً بعد أن تأثرت بالفكر الصوفي الشرقي والغربي، ولكن مع بدايات القرن الثالث عشر الميلادي بدأ أرسطو يصبح أكثر نفوذاً وتأثيراً في الفكر الغربي المسيحي من أفلاطون، مع الإشارة إلى أنَّ فلسفة القديس توما الأكويني بقيت في كثير من جوانبها أفلاطونية.
مع بداية عصر النهضة أصبح العلماء أكثر اهتماماً بأفلاطون وفلسفته، ففي إنجلترا في القرن السادس عشر والسابع عشر والتاسع عشر تأثر عدد كبير من المفكرين المسيحيين بالفلسفة الأفلاطونية، مع أنَّ البروتستانتية الأرثوذكسية في أوروبا لا تثق بالتفكير العقلي الطبيعي وغالباً ما كانت تنتقد الأفلاطونية بالإضافة لذلك كانت هناك مشكلة في قبول أفلاطون في أوروبا الحديثة وهي كيفية التعامل مع بعض الأجزاء من كتاباته وأعماله، لقد تركت الفلسفة الأفلاطونية تأثيراً كبيراً على بعض الكنائس المسيحية في أوروبا على الرغم من أن تعاليم الإنجيل تتناقض مباشرة مع هذه الفلسفة، ولذلك فإنَّ هذه الفلسفة مازالت تتلقى انتقادات مستمرة من قبل العديد من المعلمين في الكنيسة المسيحية حتى اليوم.

## الأفلاطونية الحديثة
بغض النظر عن الفلسفة الأفلاطونية التاريخية التي نشأت وتطورت على يد مجموعة كبيرة من المفكرين مثل أفلاطون نفسه ونومينيوس وبلوتينوس وأوغسطين وبروكلس، فإنَّ النظرة الفلسفية المجردة للأشياء ما تزال موجودة اليوم وبقوة.
يمكن القول باختصار أنَّ الأفلاطونية هي وجهة نظر مفادها أن هناك أشياء مجردة موجودة بحيث يكون الشيء أو الكائن غير مادي وغير عقلي بشكل تام، وهكذا فإنَّ الأفلاطونية بهذا المعنى هي رؤية فلسفية معاصرة.
هذه الأفلاطونية الحديثة (التي تكتب أحياناً platonism بحرف صغير لتمييزها عن الأفلاطونية القديمة) تم تأييدها ودعمها بطريقة أو بأخرى من قبل العديد من الفلاسفة، ففي أواخر عصر الفلسفة الحديثة تم الدفاع عن الأفلاطونية من قبل المُفكر غوتلوب فريغ، ومن أشهر الفلاسفة التحليليين المعاصرين الذين اعتنقوا الأفلاطونية في مجال الميتافيزيقيا برتراند راسل، ألونزو ، كورت غوديل، كوين ، ديفيد كابلان، شاول كريبك ، وإدوارد زالتا ، وقد دخلت العديد من الطرق الجديدة في الفلسفة الأفلاطونية الحديثة وأصبحت تعتمد أكثر فأكثر على الأرقام والقيم والخصائص والأنواع والمقترحات والمعاني، وكانت إيريس مردوخ قد تبَّنت الأفلاطونية في الفلسفة الأخلاقية في كتابها الصادر عام 1970 بعنوان «سيادة الخير»، وقد استمدَّ إدموند هوسرل حججه ضدَّ علم النفس من المفهوم الأفلاطوني للمنطق ، ومن أبرز الفلاسفة العالميين المعاصرين المهتمين بالأفلاطونية ليو شتراوس ، وسيمون ويل، وآلان باديو.